# 阿克苏姆王国
阿克苏姆王国，又称阿克苏姆帝国，是公元前或公元初在东北非洲的国家，首都为阿克蘇姆城（今属埃塞俄比亚的提格雷州）。公元1世纪，一位古希腊商人写的《红海环航记》裡首次提到它。国王埃扎納在位时（320年－360年），征服埃塞俄比亚高原、麦罗埃和南阿拉伯，与罗马帝国皇帝君士坦丁缔结同盟条约，国势极盛，被称为“众王之王”。埃扎纳还皈依基督教，推行新拼音文字，使阿克苏姆成为非洲第一个以基督教为国教的国家。
阿杜利斯是阿克苏姆最重要的贸易中心：它地近曼德海峡，控制红海的航运；西距阿特巴拉河不远，沿河北上可至尼罗河中游，所以又是内陆贸易的集散地。来自意大利、埃及、拜占廷、印度的铁器、棉布、酒和装饰品，源源运进阿杜利斯，运出的是黄金、象牙、香料、犀角和玳瑁。使用铸有国王头像的金、银、铜币。阿克苏姆人民修建梯田和灌溉工程，种植小麦、葡萄、或放牧牛羊，驯猎野象。技术高超的匠人在山巅开凿（不是砌造）教堂和碉堡，堪称一绝。
六世纪中叶，波斯萨珊王朝攻占也门，阿克苏姆被挤出南阿拉伯。七世纪初叶阿拉伯帝国兴起，垄断从印度到地中海的商路，阿克苏姆衰落。八世纪，阿杜利斯被黄沙淹没。九世纪起，埃塞俄比亚政治中心南移今首都亚的斯亚贝巴一带。十世纪，阿克苏姆帝国灭亡。

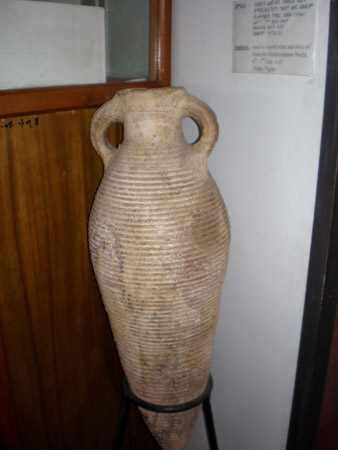
Axumite 时代的阿斯馬拉雙耳瓶